# بطولة العالم لكرة اليد على الكراسي المتحركة
بطولة العالم لكرة اليد على الكراسي المتحركة هي المسابقة الرسمية للفرق الوطنية العليا لكرة اليد على الكراسي المتحركة في العالم.

## تاريخ
في عام 2013 أقيمت بالفعل بطولة العالم لكرة اليد على الكراسي المتحركة والتي نظمتها البرازيل. ولكن لم يتم الاعتراف بها رسميًا من قبل الاتحاد الدولي لكرة اليد. فازت البرازيل بجميع الفئات.
منذ عام 2015، توجد بطولة الأمم الأوروبية لكرة اليد على الكراسي المتحركة.
في 26 أكتوبر 2019، انعقد الاجتماع الأول لمجموعة عمل كرة اليد على الكراسي المتحركة التابعة للاتحاد الدولي لكرة اليد. لقد خططوا لأول بطولة عالمية لكرة اليد على الكراسي المتحركة لعام 2021 خلال بطولة العالم لكرة اليد للسيدات 2021. 
أعلن الاتحاد الدولي لكرة اليد خلال اجتماع مجلس الاتحاد الدولي لكرة اليد رقم 6 الذي عقد يومي 27 و28 فبراير 2020 في القاهرة أنه سيتم تنظيم أول بطولة عالمية لكرة اليد على الكراسي المتحركة في عام 2020. سيقوم الاتحاد الدولي لكرة اليد بإضافة كرة اليد على الكراسي المتحركة إلى دورة الألعاب البارالمبية الصيفية لعام 2028. لكن أحد المتطلبات هو أن يكون هناك بطولتان عالميتان حتى عام 2022.

## البطولات

### 6×6
| 2020        | السويد   | تم إلغاء البطولات بسبب جائحة كوفيد-19 :18:12 | تم إلغاء البطولات بسبب جائحة كوفيد-19 :18:12 | تم إلغاء البطولات بسبب جائحة كوفيد-19 :18:12 |         |       |       |   |
| 2021        | إسبانيا  | تم إلغاء البطولات بسبب جائحة كوفيد-19 :18:12 | تم إلغاء البطولات بسبب جائحة كوفيد-19 :18:12 | تم إلغاء البطولات بسبب جائحة كوفيد-19 :18:12 |         |       |       |   |
| 2022 تفاصيل | البرتغال | البرتغال                                     | 18–10                                        | هولندا                                       | النرويج | 15–14 | الهند | 9 |

### 4×4
| 2022 تفاصيل | مصر | البرازيل | 1-2 | مصر              | سلوفينيا | 0-2 | تشيلي | 6 |
| 2024 تفاصيل | مصر | مصر      | 0-2 | الولايات المتحدة | البرازيل | 0-2 | فرنسا | 8 |

## أداء

### 6×6
| أمة      | الفائز       | المتسابق الثاني في السباق | المركز الثالث | المركز الرابع |
| -------- | ------------ | ------------------------- | ------------- | ------------- |
| البرتغال | 1 ( 2022 * ) |                           |               |               |
| هولندا   |              | 1 ( 2022 )                |               |               |
| النرويج  |              |                           | 1 ( 2022 )    |               |
| الهند    |              |                           |               | 1 ( 2022 )    |

### 4×4
| أمة              | الفائز       | المتسابق الثاني في السباق | المركز الثالث | المركز الرابع |
| ---------------- | ------------ | ------------------------- | ------------- | ------------- |
| مصر              | 1 ( 2024 * ) | 1 ( 2022 * )              |               |               |
| البرازيل         | 1 ( 2022 )   |                           | 1 ( 2024 )    |               |
| الولايات المتحدة |              | 1 ( 2024 )                |               |               |
| سلوفينيا         |              |                           | 1 ( 2022 )    |               |
| تشيلي            |              |                           |               | 1 ( 2022 )    |
| فرنسا            |              |                           |               | 1 ( 2024 )    |

## إحصائيات

### إجمالي المضيفين
| الأوقات المستضافة | الأمم    | سنين)              |
| ----------------- | -------- | ------------------ |
| 2                 | مصر      | 2022 4×4، 2024 4×4 |
| 1                 | البرتغال | 2022 6×6           |